# صاریغ آب‌زی
صاریغ آب‌زی (نام علمی: Chironectes minimus) نام یک گونه از تیره صاریغ است.